# Green Island (Queensland)
Green Island (Wyspa Greena) – niewielka piaszczysta wyspa koralowa (ang. cay) o powierzchni 0,15 km² położona 27 km od Cairns, leżąca w należącym do listy światowego dziedzictwa UNESCO obszarze Great Barrier Reef Marine Park, sama wyspa i wody ją otaczającego należą do Green Island National Park. Wyspa jest popularnym celem wycieczek turystycznych, jest jedną z najpopularniejszych i najbardziej dostępnych wysp Wielkiej Rafy Koralowej, znajduje się na niej także 46-pokojowy, luksusowy hotel.
Wyspa jest domem dla 63 gatunków ptaków, zidentyfikowano na niej także 134 gatunki roślin.

## Historia
Wyspa powstała około 6000 lat temu poprzez gromadzenie się piasku, martwych korali i innych materiałów osadowych na koralowym fundamencie. Lokalni Aborygeni należący do grupy językowej Gungganyji nazywają wyspę i otaczające ją wody – Wunyami. Wyspa stanowiła ważną część życia i kultury lokalnych Aborygenów, którzy polowali na wyspie i w jej okolicach, i organizowali na niej ceremonie inicjacyjne.
Współczesna nazwa została nadana wyspie 10 czerwca 1770, kiedy została ona odkryta przez Jamesa Cooka i nazwana na cześć astronoma Charlesa Greena odbywającego wraz z Cookiem podróż na pokładzie okrętu „Endeavour”.
Pierwszą osobą, która zamieszkała na wyspie w 1857, był J.S.V. Mien, współcześnie znajdujący się tam hotel został otwarty w 1994.
Wyspa jest popularną atrakcją turystyczną, w bezpośredniej bliskości wyspy można oglądać żywą rafę koralową. W 1937 z Wyspy Greena zaczęła operować pierwsza na świecie łódź ze szklanym dnem (glass-bottom boat) zbudowana specjalnie do tego celu. W 1983 wprowadzono do użytku tzw. semi-submersible boat (dosłownie „łódź pół-podwodną”) pozwalającą na oglądanie rafy koralowej siedząc całkowicie pod wodą.